# Il Lombardia 2018
112. ročník jednodenního cyklistického závodu Il Lombardia se konal 13. října 2018 v Itálii. Závod dlouhý 241 km vyhrál Francouz Thibaut Pinot z týmu Groupama–FDJ. Na druhém a třetím místě se umístili obhájce vítězství Ital Vincenzo Nibali (Bahrain–Merida) a Belgičan Dylan Teuns (BMC Racing Team).

## Týmy
Závodu se zúčastnilo celkem 24 týmů, včetně 18 UCI WorldTeamů a 6 UCI Professional Continental týmů. Každý tým přijel se sedmi jezdci, na start se tedy celkem postavilo 168 jezdců. Do cíle v Comu dojelo 98 jezdců.
UCI WorldTeamy
- AG2R La Mondiale
- Astana
- Bahrain–Merida
- BMC Racing Team
- Bora–Hansgrohe
- EF Education First–Drapac p/b Cannondale
- Groupama–FDJ
- LottoNL–Jumbo
- Lotto–Soudal
- Mitchelton–Scott
- Quick-Step Floors
- Team Dimension Data
- Team Katusha–Alpecin
- Team Sky
- Team Sunweb
- Trek–Segafredo
- UAE Team Emirates

UCI Professional Continental týmy
- Androni Giocattoli–Sidermec
- Bardiani–CSF
- Israel Cycling Academy
- Nippo–Vini Fantini–Europa Ovini
- Fortuneo–Samsic
- Willier Triestina–Selle Italia

## Výsledky
| Pořadí | Jezdec                   | Tým                                      | Čas        |
| ------ | ------------------------ | ---------------------------------------- | ---------- |
| 1      | Thibaut Pinot (FRA)      | Groupama–FDJ                             | 5h 53' 22" |
| 2      | Vincenzo Nibali (ITA)    | Bahrain–Merida                           | + 32"      |
| 3      | Dylan Teuns (BEL)        | BMC Racing Team                          | + 43"      |
| 4      | Rigoberto Urán (COL)     | EF Education First–Drapac p/b Cannondale | + 43"      |
| 5      | Tim Wellens (BEL)        | Lotto–Soudal                             | + 43"      |
| 6      | Jon Izagirre (ESP)       | Bahrain–Merida                           | + 43"      |
| 7      | Rafał Majka (POL)        | Bora–Hansgrohe                           | + 43"      |
| 8      | Domenico Pozzovivo (ITA) | Bahrain–Merida                           | + 43"      |
| 9      | Dan Martin (IRL)         | UAE Team Emirates                        | + 48"      |
| 10     | George Bennett (NZL)     | LottoNL–Jumbo                            | + 1' 22"   |